# La Chair comme tapis de prière
La Chair comme tapis de prière (appelé Rouputuan, Huiquanbao et Juehouchan en chinois) est un roman érotique chinois du XVIIe siècle publié sous un pseudonyme mais généralement attribué à Li Yu. L’œuvre aurait été écrite en 1657 et publiée en 1693 durant la dynastie Qing. Elle se divise en quatre volumes de 5 chapitres chacun. Elle a été publiée au Japon en 1705 sous le nom de Nikufuton avec un préface indiquant qu'il s'agissait du plus grand roman érotique de tous les temps.
Le roman a un statut controversé au sein de la littérature chinoise et a pendant longtemps été banni et censuré. Les travaux récents le considèrent comme une allégorie qui utilise sa nature pornographique pour attaquer le puritanisme du confucianisme. Le prologue indique que le sexe est bon pour la santé lorsqu'il est considéré comme une drogue et non comme un aliment ordinaire.

## Sources
- (en) Cet article est partiellement ou en totalité issu de l’article de Wikipédia en anglais intitulé « The Carnal Prayer Mat » (voir la liste des auteurs).

## Édition française
- Li Yu, Jeou-P'ou-T'ouan, ou la chair comme tapis de prière, traduction de Pierre Klossowski, préface de René Étiemble, Jean-Jacques Pauvert, 1962